# Xande Figueiredo
Alexandre Antonio de Mendonça Figueiredo (Rio de Janeiro, 16 de novembro de 1967), conhecido como Xande Figueiredo, é um baterista brasileiro, e membro do grupo Pagode Jazz Sardinha's Club. É nomeado pela revista Guitar Player como um dos melhores instrumentistas brasileiros.